# Ugrà
|  | Per a altres significats, vegeu «riu Ugrà». |

Ugrà - Угра (rus) - és un poble de l'óblast de Smolensk, a Rússia, que el 2013 tenia 4.094 habitants.